# Adrogué
Adrogué is een plaats in het Argentijnse bestuurlijke gebied Almirante Brown in de provincie Buenos Aires. De plaats telt 28.265 inwoners.

## Sport
CA Brown is professionele voetbalclub van Adrogué.

## Geboren
- Fernando Redondo (1969), voetballer

## Galerij

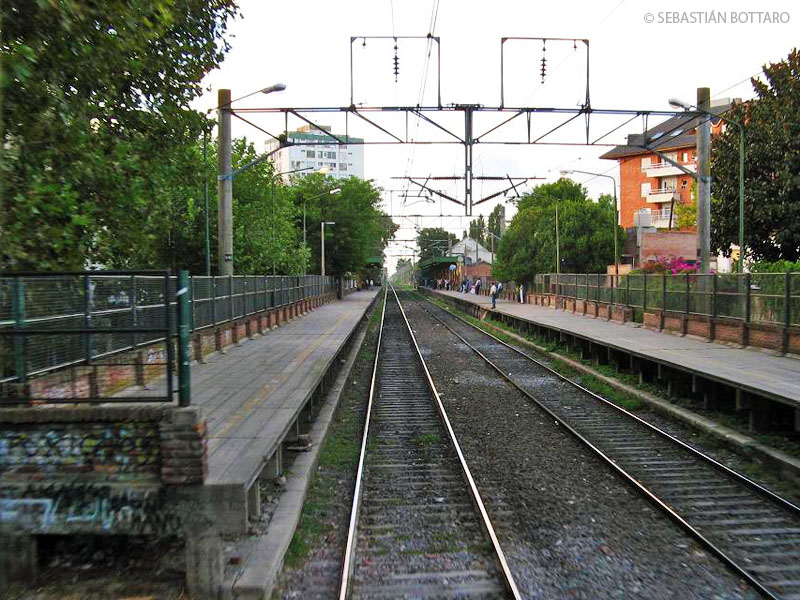
Station van Adrogué
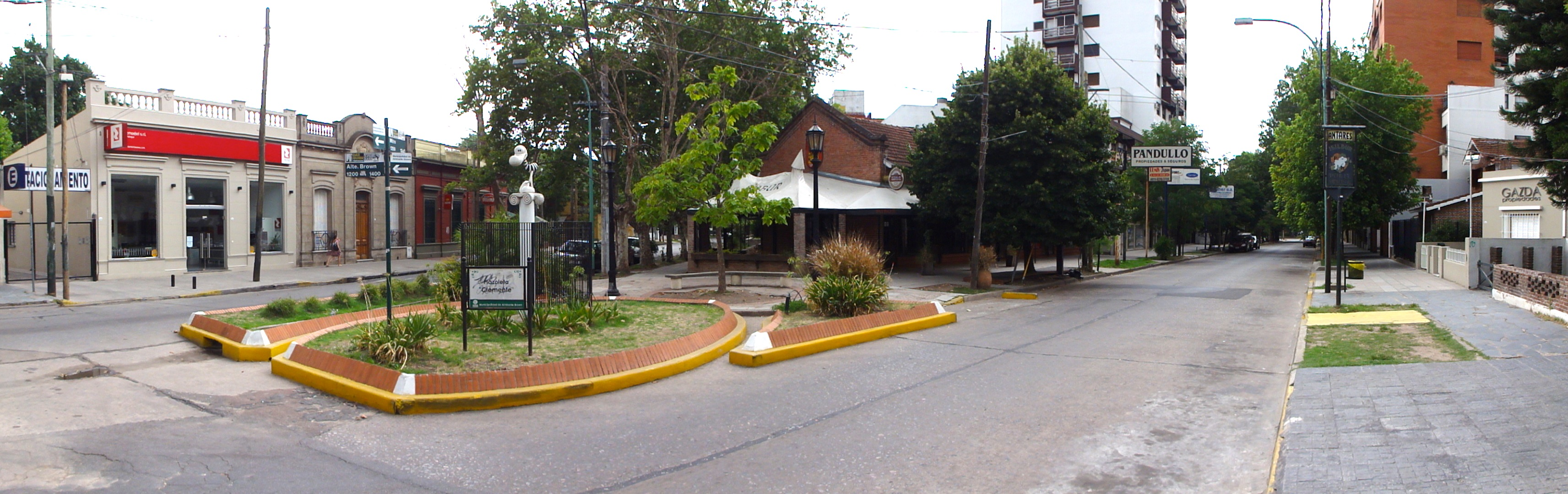
Monumento a Clemente